# USS North Carolina (SSN-777)
Норт Кэролайн (англ. North Carolina — Северная Каролина) — четвёртая подводная лодка США типа «Вирджиния». Названа по имени штата Северная Каролина.
Водоизмещение — 7925 тонн, длина 114,8 метров, максимальная ширина — 10,4 метра. В подводном положении «Норт Кэролайн» может развивать скорость более 25 узлов.
Заложена 22 мая 2004 г., принята в состав подводных сил ВМС США 4 мая 2008 г.